# Alberto Uria
Alberto Uría (Montevideo, 11 de julio de 1924-4 de diciembre de 1988) fue un piloto de automovilismo uruguayo. En Fórmula 1 disputó dos Grandes Premios debutando el 16 de enero de 1955 en el Gran Premio de Argentina utilizando un Maserati privado, repitiendo su participación al año siguiente. No logró conseguir puntos de campeonato.

## Resultados

### Fórmula 1
(Clave) (negrita indica pole position) (cursiva indica vuelta rápida)

| Año     | Escudería    | 1       | 2   | 3   | 4   | 5   | 6   | 7   | 8   | Pos. | Puntos |
| ------- | ------------ | ------- | --- | --- | --- | --- | --- | --- | --- | ---- | ------ |
| 1955    | Alberto Uria | ARG Ret | MON | 500 | BEL | NED | GBR | ITA |     | NC   | 0      |
| 1956    | Alberto Uria | ARG 6‡  | MON | 500 | BEL | FRA | GBR | GER | ITA | NC   | 0      |
| Fuente: |              |         |     |     |     |     |     |     |     |      |        |